# Alphabet standard de Lepsius
L’alphabet standard de Lepsius, aussi appelé alphabet général de Lepsius, est un alphabet basé sur l’alphabet latin, développé par Karl Richard Lepsius pour l’écriture des langues du monde et en particulier celles d’Afrique. Il a été publié en 1855, et ensuite révisé pour plusieurs langues en 1863. Bien que large et relativement complet, cet alphabet n’a pas été largement utilisé, étant difficile à lire ou à imprimer à l’époque en raison des nombreux signes diacritiques qu'il comporte.
En 1863, l’alphabet standard est déjà utilisé par la Church Mission Society pour écrire quatorze langues africaines : kanuri (Bornu), ewe (Eẃe) et son dialecte anglo (Aoṅglo), peul (Fula), ga (Gã), haoussa (Hausa), héréro (Herero), igbo (Ibo), maa (Masai), nama (Nama), nubien (Nubian), nupe (Nupe), twi (Oji), et zoulou (Zulu) ; et sept langues asiatiques : turkmène (Turkmenian), kurde (Kurd), nouristanie (Kafari), pachto (Pašto), sindhi (Sindhi), hakka (Hakka-Chinese), coréen (Korean).
Les lettres représentant les clics ont été utilisées dans l’écriture de langues sud-africaines et adoptées comme symboles dans l’alphabet phonétique international en 1989.

## Symboles
|   |   |   | a |   |   |   |
|   |   | e̱ | o̤̱ | o̤ |   |   |
|   | ẹ |   | o̤̣ |   | ọ |   |
| i |   |   | ṳ |   |   | u |

La nasalisation est indiquée à l’aide du tilde ‹ ã, ẽ̱, ẹ̃, õ̤̱, õ̤, õ̤̣, ọ̃, ũ, ṳ̃ ›.
La longueur des voyelles est indiquée à l’aide du macron ‹ ā, ē̱, ẹ̄, ō̤̱, ō̤, ō̤̣, ọ̄, ū, ṳ̄ › pour les longues, et de la brève ‹ ă, ĕ̱, ẹ̆, ŏ̤̱, ŏ̤, ŏ̤̣, ọ̆, ŭ, ṳ̆ › pour les courtes.
La ligne souscrite est utilisée pour les voyelles ouvertes, et le point souscrit pour les voyelles fermées.
Les voyelles antérieures arrondies sont représentées à l’aide du tréma souscrit.
Le rond souscrit est utilisé sous les consonnes syllabiques ‹ l̥, m̥, n̥, r̥ ›.
| Type       | explosive ou dividue | explosive ou dividue | explosive ou dividue | fricative ou continue | fricative ou continue | fricative ou continue | ancipites | ancipites |
| ---------- | -------------------- | -------------------- | -------------------- | --------------------- | --------------------- | --------------------- | --------- | --------- |
| Type       | fortes               | lenes                | nasales              | fortes                | lenes                 | semivoc.              | ancipites | ancipites |
| Faucales   | ꜣ                    | ʼ                    |                      | h̔ h                   |                       |                       |           |           |
| Faucales   | q                    |                      |                      |                       |                       |                       |           |           |
| Gutturales | k                    | g                    | ṅ                    | ꭓ                     | ɣ                     |                       | ṙ         |           |
| Palatales  | ḱ                    | ǵ                    | ń                    | ꭓ́, š, š́               | ɣ́, ž, ž́               | y                     |           | ĺ         |
| Cérébrales | ṭ                    | ḍ                    | ṇ                    | ṣ̌                     | ẓ̌                     |                       | ṛ         | ḷ         |
| Linguales  |                      | ḏ (ṯ)                |                      | s̱                     | ẕ, ẟ̱                  |                       |           |           |
| Dentales   | t                    | d                    | n                    | s, θ                  | z, ẟ                  |                       | r         | l         |
| Labiales   | p                    | b                    | m                    | f                     | v                     | w                     |           |           |

| Palatal  | ǀ́ |    |    |
| Cérébral | ǃ | ǃg | ǃṅ |
| Dental   | ǀ | ǀg | ǀṅ |
| Latéral  | ǁ | ǁg | ǁṅ |

Le symbole ‹ ǃ › est originellement construit à partir de la barre ‹ ǀ › diacrité d’un point souscrit indiquant la prononciation cérébrale, il prendra la forme du point d’exclamation dans les ouvrages ayant adopté l’alphabet de Lepsius.
Dans la version de 1863 de son alphabet, Lepsius remarque que certains missionnaires proposent la barre verticale rayée  ‹ ǀ̵ › comme alternative à ‹ ǃ › et la barré verticale rayée doublement ‹ ǂ › comme alternative à ‹ ǀ́ ›. La seconde sera adoptée dans l’usage et, en 1989, dans l’alphabet phonétique international avec les trois autres lettres clics ‹ ǃ ǀ ǁ ›.